# 로버트 레이크스

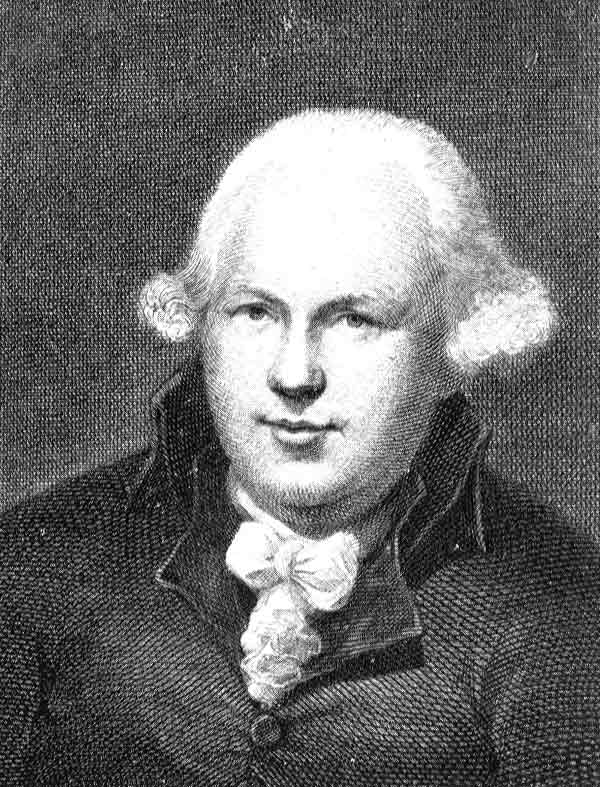

로버트 레이크스(영어: Robert Raikes1736년–1811년)는 영국의 언론인이자, 주일학교 창시자이다.

## 생애
로버트 레이크스는 1736년 영국 글로스터에서 태어났으며, 그해 성공회 성 메리교회(St Mary)에서 세례를 받았다. 1767년 앤 트리게(Anne Trigge)와 결혼하여 세 명의 아들과 7명의 딸을 두었다. 부친으로부터 출판업을 물려받은 로버트는 1757년 지역신문인《글로스터 저널》(Gloucester Journal)의 경영자가 되었다.

### 주일학교 운동
그가 살던 18세기 영국의 빈곤층 어린이들은 공장이나 탄광에서 하루 16시간씩의 아동노동을 강요당했으며, 일요일에는 갈 곳이 없어서 거리를 몰려다니며 싸움하거나 욕지거리를 하였다. 이를 본 레이크스는 실력이 뛰어난 선생을 고용하여,읽기(성서를 읽기 교과서로 사용하였다.)와 기독교 교리문답(Catechism)을 가르쳤다. 1831년 주일학교 운동은 영국 전역에 퍼져서,전 인구의 25퍼센트에 해당하는 백 이십오만명의 어린이들이 주일학교에 다녔다. 주일학교 운동은 어린이들이 주일학교에서 교사에게 교과서로써 짜임새있는 교육을 받은, 영국 학교교육의 기초가 되었다. 레이크스가 생각한 주일학교 운동은 루시 모드 몽고메리가 성장소설인 빨간머리 앤에서 앤, 다이애나가 주일학교에서 성서공부와 소풍, 성가대 활동을 한 이야기가 나올 정도로 기독교의 어린이 교육에 깊은 영향을 끼쳤다.